# Sasina (Oštra Luka)
Sasina (szerbül: Сасина) falu Bosznia-Hercegovinában, a Szerb Köztársaságban, Oštra Luka községben. Sasina településnek a Szerb Köztársaság terülétéhez került, nagyobbik része.

## Fekvése
Bosznia-Hercegovina északnyugati részén, Banja Lukától légvonalban 35, közúton 60 km-re nyugatra, Prijedortól légvonalban 20, közúton 43 km-re délre, községközpontjától  légvonalban 8, közúton 20 km-re délkeletre fekvő hegyvidéki területen, a Behremaginica-hegységben, a Sasina-patak völgyében fekszik. Határában ered a Sasina-patak, mely 10 km megtétele után Šehovac közelében ömlik a Szana-folyóba.

## Népessége
| Nemzetiségi csoport | Népesség 1991 | Népesség 2013 |
| ------------------- | ------------- | ------------- |
| Szerb               | 1             | 0             |
| Bosnyák             | 2             | 0             |
| Horvát              | 516           | 2             |
| Jugoszláv           | 0             | 0             |
| Egyéb               | 12            | 0             |
| Összesen            | 527           | 2             |

## Története
A falu egy régi bányavidéken fekszik, ahol őskori és római vaskohók maradványai találhatók. A történészek szerint nincs kétség afelől, hogy mind a falu, mind az azonos nevű patak egy német törzsről, a szászokról kapta a nevét, akik a 12-13. században telepedtek le Erdélyben, majd a 13. században közülük néhányan a tatárok elől menekülve Szerbiába és Boszniába érkeztek. Mivel a szászok nagyra becsült bányászok voltak, a helyi uralkodók kiváltságokkal ruházták fel őket. A szászok jelentősen fejlesztették a bányászatot azokon a területeken, ahol akkoriban éltek, ilyen terület volt a Szana folyó vidéke is. Ezért a Sasina és Kruharuše-patakok környékén nemcsak történelem előtti és ókori, hanem középkori vaskohók nyomai is vannak. A neves bosnyák történész, H. Kreševljaković szerint Stari Majdan környékén még az ő idejében is voltak a középkorban, a törökök bejövetele előtt alapított fegyvereket és lőszereket gyártó üzemek, amelyek szükségleteire vasércet bányásztak, olvasztottak és dolgoztak fel. A 15. század végén a törökök érkezésével ezeken a vidékeken a kitermelés és a vasércfeldolgozás leállt, melyet a törökök csak 1571 körül állították helyre. Az 1568-as török defterben Sasina is a Szana vidéki falvak között van felsorolva. 1879-ben a falunak 592 lakosa volt, valamennyien katolikus horvátok. 1910-ben Sasina községhez Kruhari (702), Sasina (944), Šehovci (564), Škrljevita (407), Trnova (615) és Usorci (484) falvak tartoztak. 1921-ben a községnek összesen 3792, 1930-ban 3850 lakosa volt.
A helyi katolikus plébánia nagyon régi. Amikor 1884-ben a plébánia székhelyét Sasináról Sanski Mostba helyezték át, Sasina a plébánia független káplánságává vált. 1914-ben Sasina ismét önálló plébánia lett. A plébániatemplom 1916-ban épült fából. Csak 1940-ben építettek újat, téglából. Miroslav Buzuk sasinai plébánost 1945. február 21-én lőtték le a partizánok. A boszniai háborúban, 1993. június 28-án a templomot a szerb szélsőségesek aláaknázták, és a földig rombolták. Csak a súlyosan megrongálódott torony maradt meg. A háború után templomot újjáépítették és 2010. július 3-án ünnepélyesen felszentelték. A plébániaház a második világháború előtt épült. Az új, szép és tágas plébániaház a múlt század hetvenes éveiben épült. A legutóbbi háborúban leégett, de 1998-ban újjáépítették. A plébániatemplom felújításáig a pincében mondták a szentmiséket. A sasinai plébánián 1975. augusztus 22-től 1976. október 22-ig rövid ideig működött a Krisztus Vére Imádói női szerzetesrend. A sasinai plébániához a következő települések tartoznak: Sasina, Škrljevita és Tomašica. 1995 óta Škrljevitának nincs lakossága. A sasinai plébánia jelentősebb horvát kulturális egyesületei és intézményei közül 1940-ben és 1942-ben működött a Napredak Horvát Kulturális Egyesület.
A településen az 1991-es népszámlálás adatai szerint 1054-en éltek. A boszniai háborút lezáró daytoni békeszerződés rendelkezése alapján az ország területét felosztották a Bosznia-hercegovinai Föderáció és a boszniai Szerb Köztársaság között. A békeszerződés utáni területmegosztási megállapodás értelmében a háború előtti település területének nagyobbik része, 11,38 km2 területtel a Boszniai Szerb Köztársasághoz és Oštra Luka községhez került, míg a település területének kisebb, de jóval népesebb része, 3,08 km2 területtel a Bosznia-hercegovinai Föderáció Una-Szanai kantonjában levő Sanski Most község területénél maradt.

## Oktatás
A falu állami iskoláját 1907-ben építették, működését 1918-ban kezdte meg.

## Nevezetességei
- A Kisboldogasszony tiszteletére szentelt római katolikus temploma 1940-ben épült az 1916-ban épített fatemplom helyén. Ma Sanski Most község területén található.